# Marina, punta (udde i Antarktis, lat -64,50, long -62,46)
Marina, punta är en udde i Antarktis. Den ligger i Västantarktis. Argentina, Chile och Storbritannien gör anspråk på området.
Terrängen inåt land är varierad. Havet är nära Marina, punta söderut. Trakten är obefolkad. Det finns inga samhällen i närheten. 